# 豊嶋基暢
豊嶋 基暢（とよしま もとのぶ、1967年〈昭和42年〉12月6日 - ）は、日本の郵政・総務官僚。

## 来歴
北海道出身。札幌市で育ち、北海道札幌北高等学校を経て、1991年（平成3年）、京都大学法学部を卒業。同年郵政省に入省。入省後、総合通信基盤局電波部移動通信課高度道路通信交通システム推進官、文部科学省生涯学習政策局情報教育課長、情報流通行政局地域通信振興課長、同課沖縄情報通信振興室長、総合通信基盤局電波部基幹・衛星移動通信課長、消防庁国民保護・防災部参事官、情報流通行政局放送政策課長、同局情報通信政策課長、内閣官房情報通信技術総合戦略室参事官、内閣官房デジタル市場競争本部事務局参事官などを歴任。
2021年（令和3年）7月1日、北海道総合通信局長に就任。
2022年（令和4年）6月28日、総合通信基盤局電波部長兼内閣官房小型無人機等対策推進室審議官に就任。
2023年（令和5年）7月7日、総務省大臣官房審議官（国際技術、サイバーセキュリティ担当）兼内閣官房内閣審議官（内閣サイバーセキュリティセンター）に就任。
2024年（令和6年）4月1日、総務省大臣官房サイバーセキュリティ・情報化審議官を兼任。同年7月5日、情報流通行政局長に就任。中居正広・フジテレビ問題に際しては情報流通行政局長としてフジ・メディア・ホールディングス及びフジテレビジョンに対する行政指導にあたった。

#### リスト
1. ↑  [5][6][7][8][9]